# Sherrodsville
Sherrodsville és una població dels Estats Units a l'estat d'Ohio. Segons el cens del 2000 tenia 316 habitants.

## Demografia
Segons el cens del 2000, Sherrodsville tenia 316 habitants, 122 habitatges, i 90 famílies. La densitat de població era de 381,3 habitants/km².
Dels 122 habitatges en un 28,7% hi vivien nens de menys de 18 anys, en un 54,9% hi vivien parelles casades, en un 14,8% dones solteres, i en un 26,2% no eren unitats familiars. En el 23,8% dels habitatges hi vivien persones soles el 10,7% de les quals corresponia a persones de 65 anys o més que vivien soles. El nombre mitjà de persones vivint en cada habitatge era de 2,59 i el nombre mitjà de persones que vivien en cada família era de 3,03.
Per edats la població es repartia de la següent manera: un 26,3% tenia menys de 18 anys, un 9,8% entre 18 i 24, un 28,2% entre 25 i 44, un 21,2% de 45 a 60 i un 14,6% 65 anys o més.
L'edat mediana era de 39 anys. Per cada 100 dones de 18 o més anys hi havia 84,9 homes.
La renda mediana per habitatge era de 28.036 $ i la renda mediana per família de 31.786 $. Els homes tenien una renda mediana de 27.014 $ mentre que les dones 17.813 $. La renda per capita de la població era de 12.896 $. Aproximadament el 15,1% de les famílies i el 19,1% de la població estaven per davall del llindar de pobresa.

## Poblacions més properes
El següent diagrama mostra les poblacions més properes.